# João Batista Viana dos Santos
João Batista Viana dos Santos, detto Batista (Uberlândia, 20 luglio 1961), è un ex calciatore brasiliano, di ruolo difensore.

## Caratteristiche tecniche
Giocava come difensore centrale.

## Carriera

### Club
Nato nello Stato del Minas Gerais, debuttò in massima serie brasiliana con l'Uberlândia, squadra della sua città d'origine, nel V Copa Brasil. Dal 1980 al 1983 giocò solo a livello statale, disputando il Campionato Mineiro; tornò in prima divisione nazionale nel torneo del 1984, scendendo in campo in sei occasioni. L'anno seguente passò all'Atlético Mineiro con cui, alla prima stagione, vinse il titolo statale; nel 1986 disputò il campionato nazionale da titolare. All'Atlético visse un periodo positivo della sua carriera; dopo 5 stagioni nel torneo brasiliano, e tre vittorie nel campionato statale, Batista passò brevemente al Guarani. Nel 1991 si trasferì all'Atlético Paranaense, con cui tornò a calcare i campi della Série A: disputò 17 incontri nel Brasileirão 1991. Alla fine del 1991 fu acquistato dal Futebol Clube Tirsense, squadra della Segunda Divisão portoghese: per Batista fu la prima esperienza nel calcio europeo. Ottenuta la promozione, disputò la Primeira Divisão 1992-1993, giocando 26 partite su 34, e realizzando due reti; la sua squadra retrocesse in seconda serie. Nel 1993-1994 Batista guadagnò un'ulteriore promozione, tornando in massima divisione dopo una stagione d'assenza: giocò poi i due campionati seguenti in Primeira Divisão, entrambi da titolare (31 e 30 presenze). Lasciò il Tirsense nel 1997, dopo aver disputato una stagione in seconda serie portoghese. Tornato in patria, si ritirò dopo due annate al Brasil di Pelotas.

### Nazionale
Batista debuttò in Nazionale maggiore il 28 maggio 1987, contro la Finlandia. Giocò poi contro Israele e Cile; il 12 dicembre 1987 segnò il suo unico gol con il Brasile, durante la partita contro la Germania Ovest. Nel 1988 giocò contro l'Argentina; fu poi incluso nella selezione olimpica per partecipare al torneo calcistico dei Giochi di Seul 1988. Nella Nazionale olimpica giocò due gare della Coppa delle Nazioni, e due nella fase finale del torneo olimpico. Nel 1989 giocò il suo ultimo incontro con la Nazionale, il 15 marzo contro l'Ecuador.

## Palmarès

### Club
- Campionato Mineiro: 3

Atlético Mineiro: 1985, 1988, 1989

### Nazionale
- Argento olimpico: 1

Seul 1988